# Кардеро, Хосе
Хосе Кардеро (исп. José Cardero, 1766 — после 1811) — испанский художник.
Родился в Эсихе. В 1789 году был включён в состав экспедиции к северо-западному побережью Америки, плыл на корвете «Descubierta». Во время путешествия проявил хорошие навыки рисования, и когда официальный художник экспедиции Хуан дель Посо Бауса был списан на берег в Перу, Хосе Кардеро стал делать рисунки регулярно, а когда в 1791 году экспедиция прибыла в Акапулько в Новой Испании — официально занял должность художника и картографа экспедиции.

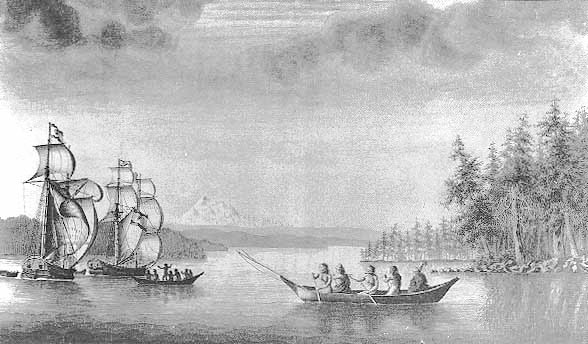
Один из рисунков Кардеро, сделанных во время экспедиции Галиано: суда «Sutil» и «Mexicana».

Когда экспедиция находилась у берегов Аляски, Кардеро сделал много рисунков тлинкитов. По возвращении в Новую Испанию Маласпина отправил в 1792 году Каэтано Вальдеса и Дионисио Галиано для исследования пролива Джорджии, и Хосе Кардеро был назначен на судно Вальдеса «Mexicana». Во время этого путешествия Кардеро не только делал рисунки и карты, но и принимал личное участие в шлюпочных экспедициях.
Впоследствии многие рисунки Кардеро были скопированы и улучшены в Испании другими художниками. Сам же Хосе Кардеро продолжал службу на флоте, и упоминается в списках офицеров действительной службы с 1797 по 1811 годы. Сведений о его дальнейшей судьбе не имеется.
В честь Хосе Кардеро назван один из проливов в группе островов Галф.